# Lista dos municípios do Amazonas por incidência de pobreza
Este anexo aborda os municípios do Amazonas classificados por sua incidência de pobreza, de acordo com o Mapa de Pobreza e Desigualdade dos Municípios Brasileiros (2003), divulgado pelo Instituto Brasileiro de Geografia e Estatística (IBGE). O Amazonas é um estado brasileiro, pertencente à Região Norte e formado pela união de 62 municípios, treze microrregiões e quatro mesorregiões. Sua capital é Manaus.
A incidência de pobreza no estado era de 63,84% no ano de 2003. Treze dos seus municípios possuem alta incidência de pobreza, situados principalmente na Mesorregião do Sudoeste Amazonense. Dezesseis municípios, entre eles a capital, possuem incidência de pobreza estável, situados principalmente na Mesorregião do Centro Amazonense. Os municípios com maiores índices de pobreza são Novo Aripuanã, com um indicador de 75,45 e Itapiranga, com 72,30. O município que apresenta o menor índice de pobreza e desigualdade no estado é Apuí, com um indicador de 34,70, seguido de Itamarati e Boca do Acre, com 39,07 e 40,36, respectivamente.